# 戸室 (厚木市)
戸室（とむろ）は、神奈川県厚木市にある町名。現行行政地名は戸室一丁目から戸室五丁目。住居表示実施済区域。

## 地理
小田急小田原線本厚木駅付近の市街地から北西側に位置している。

### 地価
住宅地の地価は、2023年（令和5年）1月1日の公示地価によれば、戸室1-15-18の地点で16万8000円/m2、戸室2-10-8の地点で14万8000円/m2となっている。

## 歴史
- 1889年（明治22年）4月1日 - 温水村、長谷村、愛名村、愛甲村、恩名村、船子村、戸室村が合併。南毛利村が成立。
- 1955年（昭和30年）2月1日 - 厚木町・睦合村・小鮎村・玉川村・南毛利村の1町4村が合併。厚木市発足。厚木市の大字になる。
- 1995年（平成7年）11月20日 - 住居表示実施。大字戸室から戸室一〜五丁目が成立[7]。

## 世帯数と人口
2021年（令和3年）3月1日現在（厚木市発表）の世帯数と人口は以下の通りである。
| 丁目       | 世帯数 | 人口    |
| ---------- | ------ | ------- |
| 戸室一丁目 |        | 2,821人 |
| 戸室二丁目 |        | 1,041人 |
| 戸室三丁目 |        | 1,283人 |
| 戸室四丁目 |        | 1,478人 |
| 戸室五丁目 |        | 1,892人 |
| 計         |        | 8,515人 |

### 人口の変遷
国勢調査による人口の推移。
| 年                 | 人口  |
| ------------------ | ----- |
| 1995年（平成7年）  | 8,279 |
| 2000年（平成12年） | 8,165 |
| 2005年（平成17年） | 7,784 |
| 2010年（平成22年） | 8,061 |
| 2015年（平成27年） | 8,506 |
| 2020年（令和2年）  | 8,496 |

### 世帯数の変遷
国勢調査による世帯数の推移。
| 年                 | 世帯数 |
| ------------------ | ------ |
| 1995年（平成7年）  | 3,424  |
| 2000年（平成12年） | 3,480  |
| 2005年（平成17年） | 3,414  |
| 2010年（平成22年） | 3,677  |
| 2015年（平成27年） | 3,757  |
| 2020年（令和2年）  | 3,850  |

## 学区
市立小・中学校に通う場合、学区は以下の通りとなる（2022年10月時点）。
| 大字・丁目 | 番地     | 小学校               | 中学校               |
| ---------- | -------- | -------------------- | -------------------- |
| 戸室一丁目 | 全域     | 厚木市立戸室小学校   | 厚木市立南毛利中学校 |
| 戸室二丁目 | 全域     | 厚木市立戸室小学校   | 厚木市立南毛利中学校 |
| 戸室三丁目 | 全域     | 厚木市立戸室小学校   | 厚木市立南毛利中学校 |
| 戸室四丁目 | 17番26号 | 厚木市立緑ケ丘小学校 | 厚木市立林中学校     |
| 戸室四丁目 | 上記以外 | 厚木市立戸室小学校   | 厚木市立南毛利中学校 |
| 戸室五丁目 | 全域     | 厚木市立戸室小学校   | 厚木市立南毛利中学校 |

## 事業所
2021年（令和3年）現在の経済センサス調査による事業所数と従業員数は以下の通りである。
| 丁目       | 事業所数  | 従業員数 |
| ---------- | --------- | -------- |
| 戸室一丁目 | 92事業所  | 869人    |
| 戸室二丁目 | 41事業所  | 374人    |
| 戸室三丁目 | 21事業所  | 104人    |
| 戸室四丁目 | 33事業所  | 182人    |
| 戸室五丁目 | 67事業所  | 1,428人  |
| 計         | 254事業所 | 2,957人  |

### 事業者数の変遷
経済センサスによる事業所数の推移。
| 年                 | 事業者数 |
| ------------------ | -------- |
| 2016年（平成28年） | 231      |
| 2021年（令和3年）  | 254      |

### 従業員数の変遷
経済センサスによる従業員数の推移。
| 年                 | 従業員数 |
| ------------------ | -------- |
| 2016年（平成28年） | 2,261    |
| 2021年（令和3年）  | 2,957    |

## 交通

### 鉄道
地区内に鉄道は通っていないが、小田急小田原線の本厚木駅が最寄り駅である。

### 路線バス
- 神奈川中央交通[17]
- 厚17、厚18、厚22:戸室 - 戸室神社下 - 戸室住宅前
- 厚16、厚19、厚20、厚21、厚95、厚97:戸室

## 施設

### 1丁目
- セブンイレブン厚木戸室１丁目店
- セブンイレブン厚木戸室南店
- コーナン厚木戸室店
- サンドラッグ厚木戸室店
- ブックオフ厚木戸室店
- ビッグモーター厚木林店
- 宮田公園
- 戸室児童館
- 戸室しみず公園

### 2丁目
- 神奈川県立厚木高等学校
- 戸室老人憩の家
- 大六天公園
- ひばり幼育園
- シカゴデリータ厚木店

### 3丁目
- 寺ケ岡公園
- みどり保育園
- 浄雲寺
- 天神山古墳

### 4丁目
- 厚木市立戸室小学校
- 子の神遺跡公園
- 子神社

### 5丁目
- アツギトレリス
- オフハウス厚木戸室店
- 蔦屋書店厚木戸室店
- DCMくろがねや厚木戸室店
- クリエイトSD厚木戸室店
- 東芝プラントシステム厚木技術開発センター
- 戸室5丁目広場

## その他

### 日本郵便
- 郵便番号 : 243-0031[3]（集配局 : 厚木郵便局[18]）。